# The Tarantula (film 1913)
The Tarantula è un cortometraggio muto del 1913 diretto da Jeanie Macpherson. L'attrice debuttò con questo film sia come regista che come sceneggiatrice.
Mentre la sua carriera di regista durò molto poco (diresse solo un altro film), quella di sceneggiatrice fu una delle più proficue di Hollywood: Macpherson sarebbe diventata una delle più importanti collaboratrice di Cecil B. DeMille, per cui scrisse alcuni dei film più famosi.

## Trama
Una ragazza messicana si libera dei suoi amanti uccidendoli con uno stiletto.

## Produzione
Il film fu prodotto da Pat Powers per la sua compagnia Powers Picture Plays.

## Distribuzione
Distribuito dall'Universal Film Manufacturing Company, il film - un cortometraggio in una bobina - uscì nelle sale cinematografiche USA il 16 maggio 1913.